# Bố Trạch

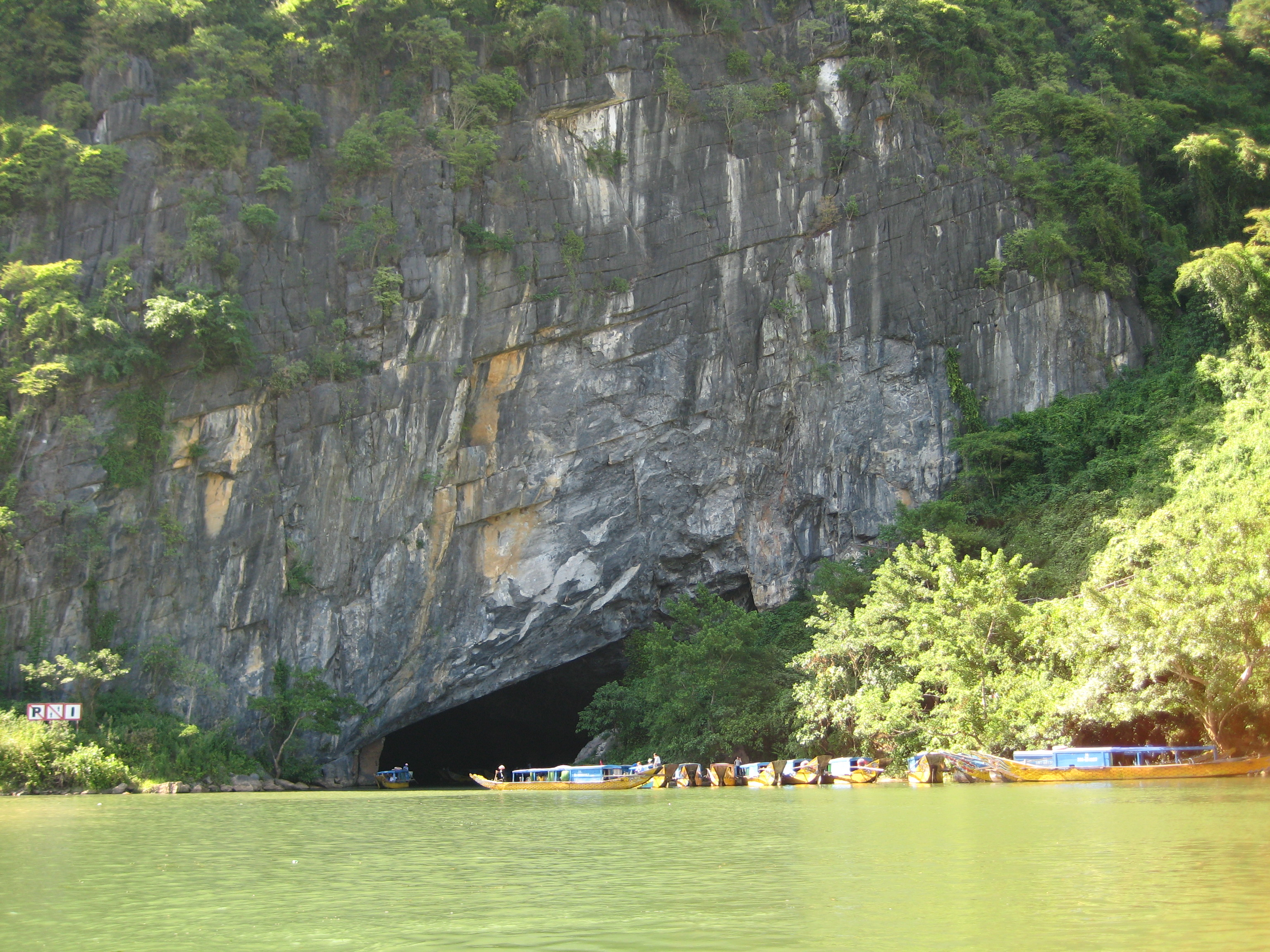
Parque Nacional Phong Nha Ke Bang, Vietnam Central.

Bo Trach es un distrito de la provincia de Quang Binh, Vietnam. Se extiende en una superficie de 2123,1 km² y tiene una densidad de 80,9 hab/km². La población total asciende a 2123 (censo de 2003). La capital de este distrito es la ciudad de Hoan Lao. 

## Administración
Este distrito tiene dos ciudades y quince comunas. 
- Ciudades: Hoan Lao y Nong Truong Viet Trung.
- Comunas: Bắc Trạch, Cự Nẫm, Đại Trạch, Đồng Trạch, Đức Trạch, Hạ Trạch, Hải Trạch, Hoà Trạch, Hoàn Trạch, Hưng Trạch, Lâm Trạch, Liên Trạch, Lý Trạch, Mỹ Trạch, Nam Trạch, Nhân Trạch, Phú Định, Phú Trạch, Phúc Trạch, Sơn Lộc, Sơn Trạch, Tân Trạch, Tây Trạch, Thanh Trạch, Thượng Trạch, Trung Trạch, Vạn Trạch, Xuân Trạch.[1]

1. ↑  Danh bạ hành chính Việt Nam , Danh sách các xã thuộc huyện Bố Trạch, tỉnh Quảng Bình

- Datos: Q590734